# Abbas helgedom

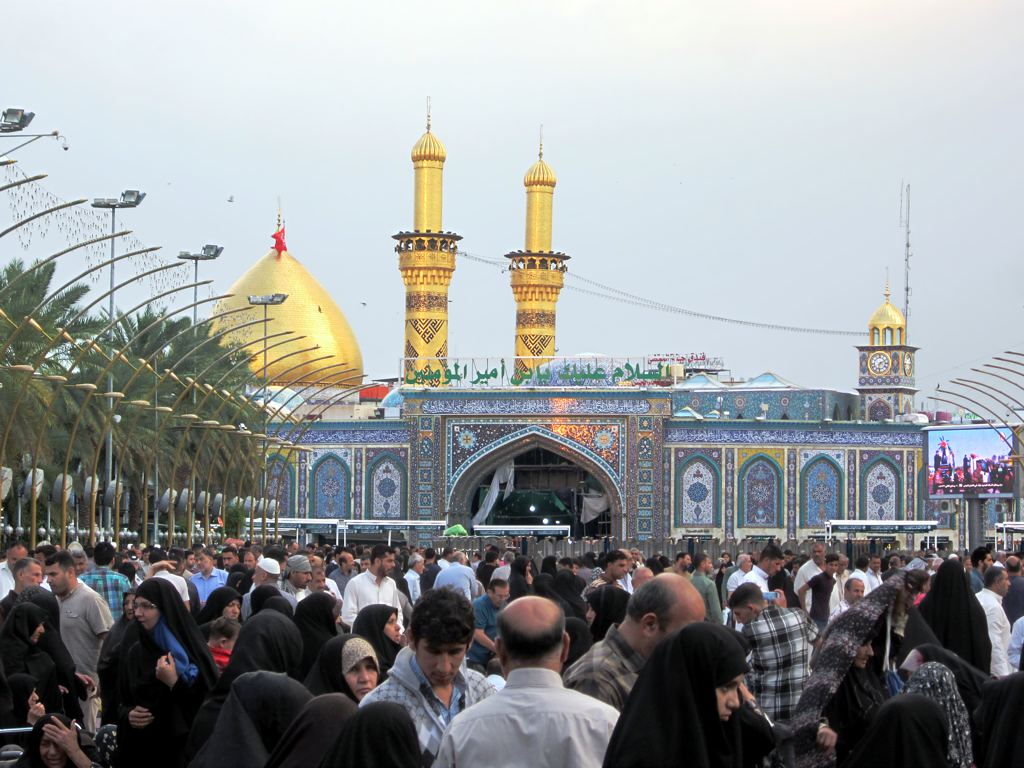
Abbas helgedom.

Abbas helgedom (arabiska: العتبة العباسية), eller Abbas-moskén, är en shiamuslimsk helgedom i Karbala som innehåller Abbas ibn Alis grav. Abbas var Husayn ibn Alis halvbror och flaggbärare, och han dödades i slaget vid Karbala när han försökte samla vatten från Eufrat. Miljontals shiitiska pilgrimer åker till Husayns och Abbas helgedomar i Karbala under ashura för att hylla sina stupade ledare. Abbas helgedom har en gyllene kupol och väggar med mosaik.

## Galleri

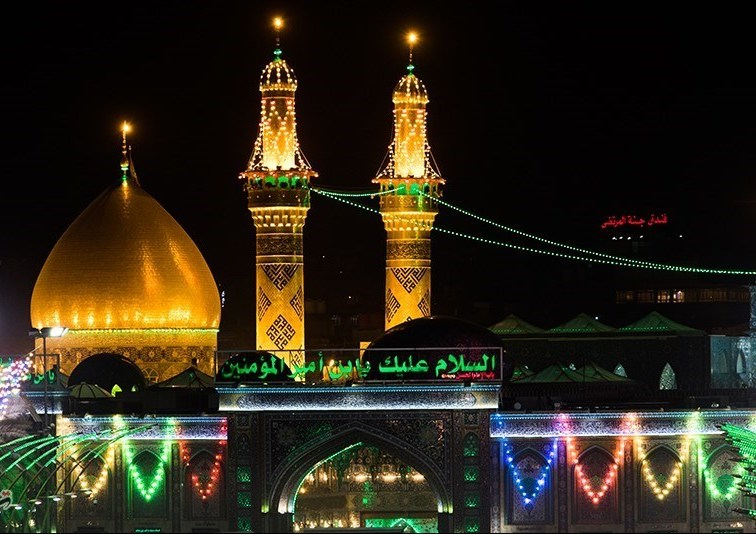
Helgedomen på kvällen under midsha'ban.
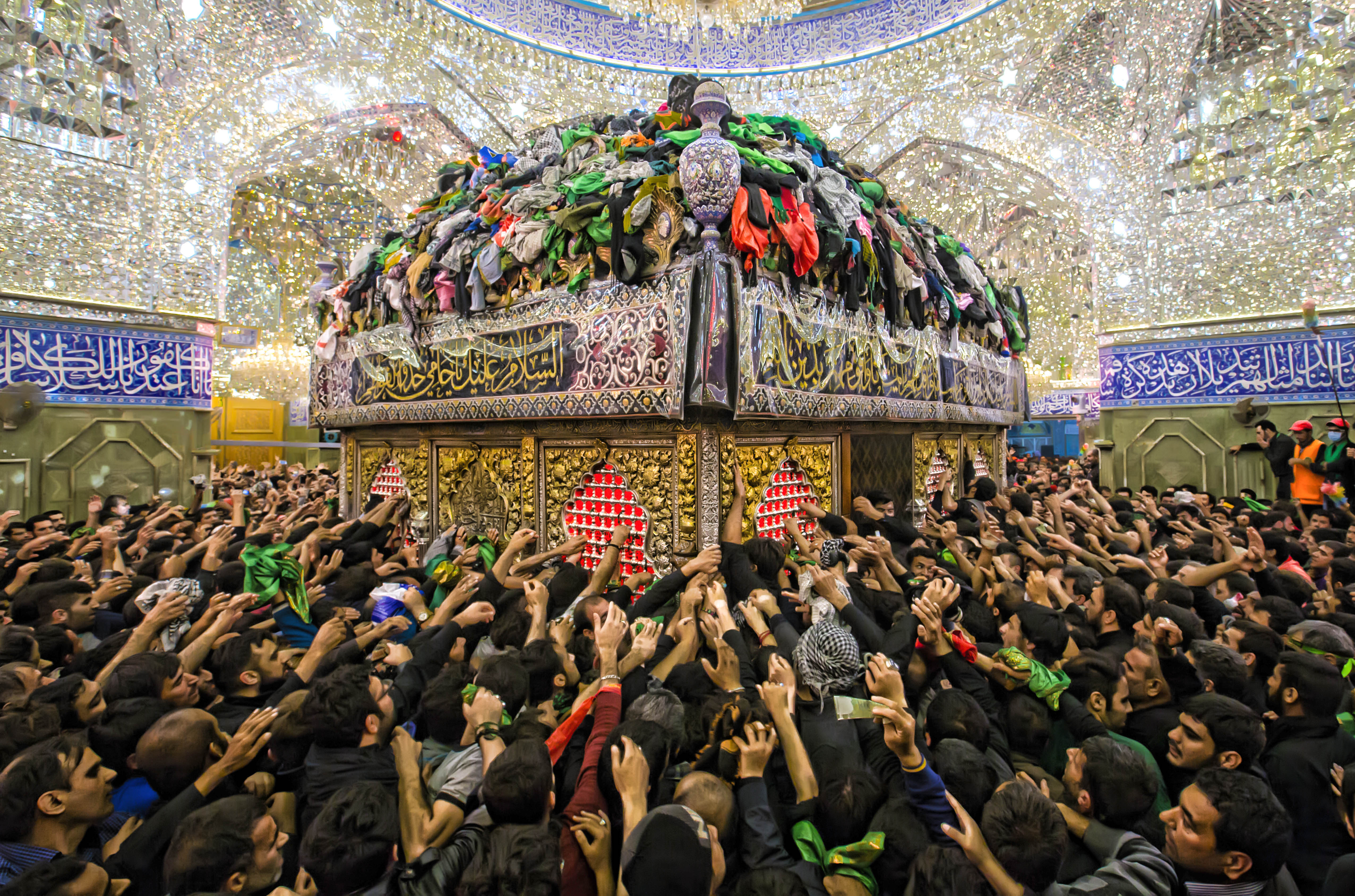
Abbas gravmonument och pilgrimer.
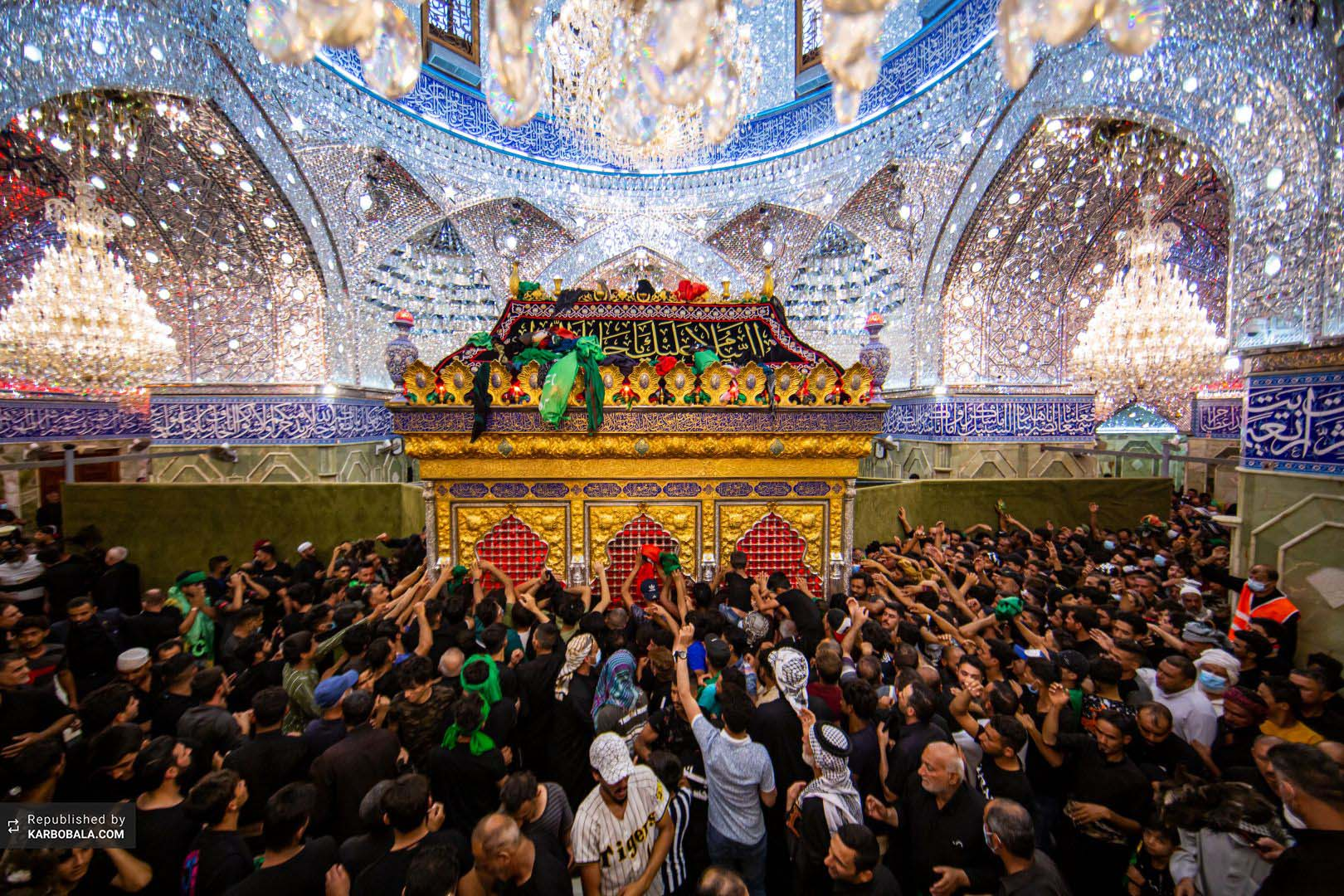
En annan bild av pilgrimer vid Abbas grav.
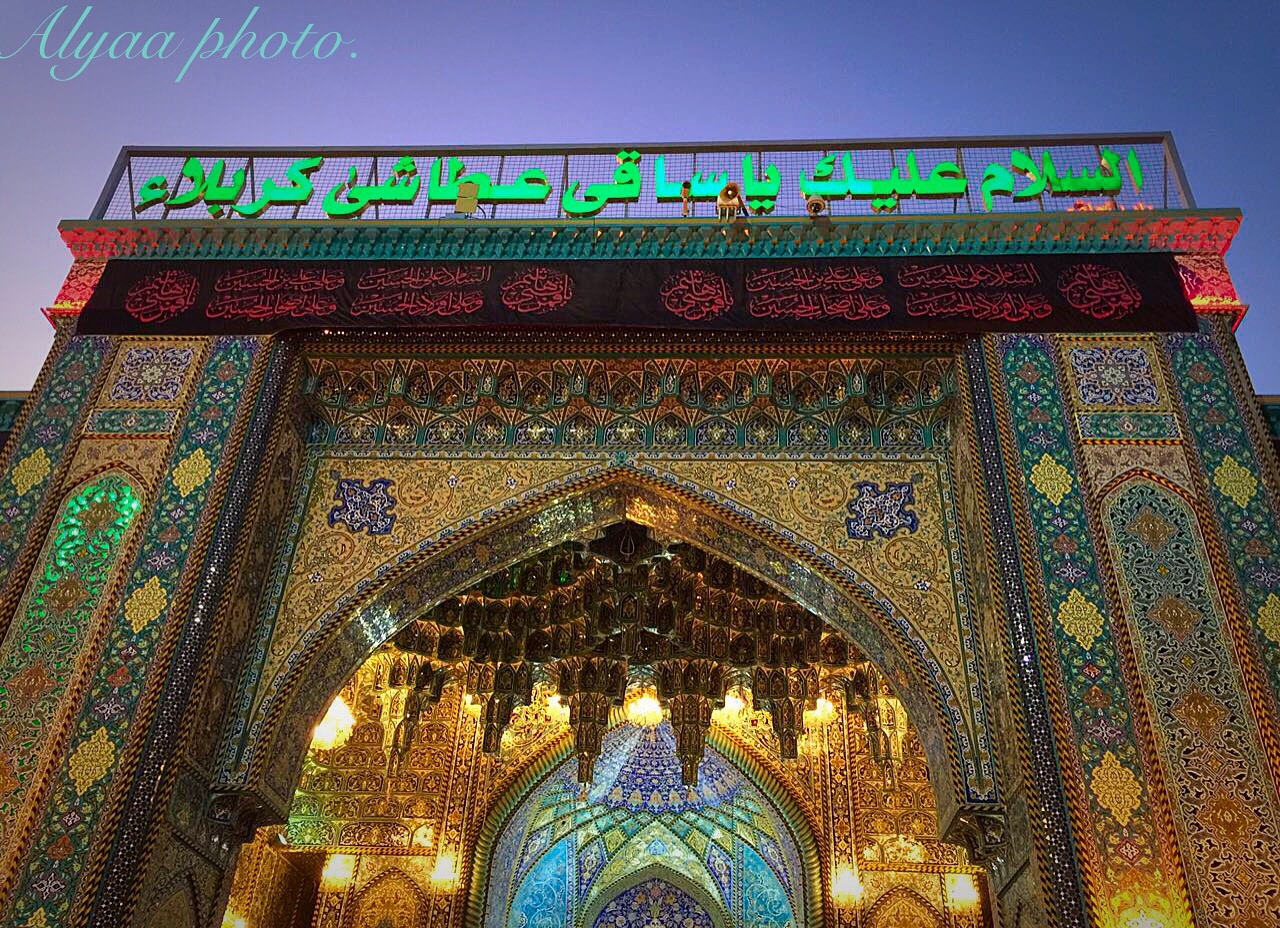
En ingång till helgedomen.
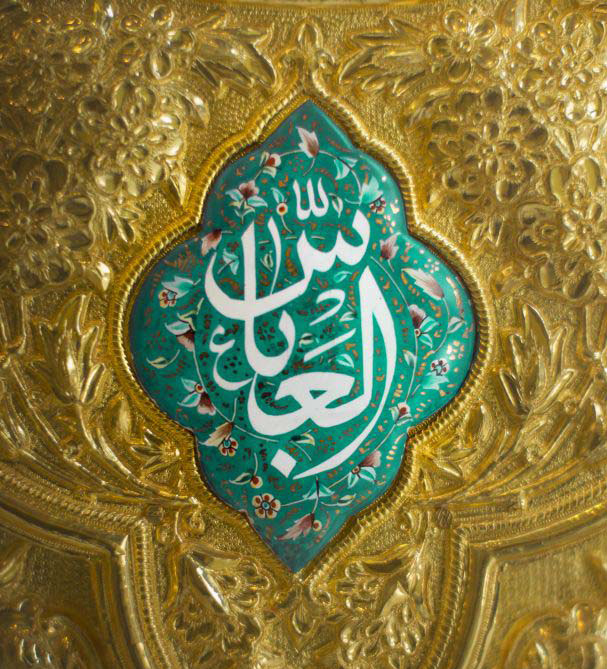
Abbas namn står skrivet på arabiska i helgedomen.